# Проничева, Жанна Валерьевна
Жанна Валерьевна Проничева (греч. Ζάνα Προνίτσεβα (Προνιάδου); 13 декабря 1978, Саратов) — российская и греческая волейболистка.

## Спортивная биография
Жанна Проничева начинала спортивный путь в саратовской спортивной школе «Салют» у тренеров Натальи Шумейко и Ольги Козловой. В 14 лет по приглашению ЦСКА переехала в Москву.
С 1998 года играла в «Заречье» из Одинцова, а в 2001 году вместе с подругой по команде нападающей Татьяной Смирновой отправилась в Грецию и подписала контракт с «Филатлитикосом» из Салоник, в котором также играла россиянка Юлия Салцевич.
В 2002 году Жанна Проничева приняла греческое гражданство, сменив фамилию на Прониаду (греч. Προνιάδου) и в течение трёх лет выступала за сборную Греции на различных международных турнирах, в том числе на чемпионате мира 2002 года (11-е место) и Олимпийских играх в Афинах (9-е место).
После Олимпиады вернулась в «Заречье-Одинцово», но в сезоне-2004/05 из-за существующего в российском чемпионате лимита на легионеров и натурализованных игроков имела возможность только тренироваться, не выходя на площадку в официальных матчах команды. Оформив заново российское спортивное гражданство, Жанна Проничева со следующего сезона возобновила выступления за «Заречье» и своей игрой привлекла внимание тренера сборной России Джованни Капрары.
В 2007 году, когда истёк необходимый двухлетний срок с даты последнего матча Жанны Проничевой за сборную Греции, Капрара вызвал её на тренировочный сбор национальной команды. Проничева играла в матчах коммерческого турнира Montreux Volley Masters, но в других стартах сборной не участвовала.
Жанна Проничева являлась одним из лидеров «Заречья-Одинцова», сделавшим значительный вклад в убедительную победу подмосковной команды в чемпионате России-2007/08 и две победы в национальном Кубке. Она дважды награждалась индивидуальными призами «Финалов четырёх» еврокубков. В декабре 2008 года из-за семейных обстоятельств расторгла контракт с «Заречьем» и вернулась в Грецию.
Осенью 2012 года Жанна Проничева после четырёхлетней паузы возобновила профессиональную карьеру волейболистки, подписав соглашение с «Омичкой», провела в её составе два матча в чемпионате России.

## Достижения
- Чемпионка Греции (2002/03).
- Чемпионка России (2007/08), серебряный (1995/96, 1996/97, 2005/06), бронзовый (1997/98, 1999/2000) призёр чемпионатов России.
- 2-кратная обладательница Кубка России (2006, 2007).
- Финалистка Кубка Европейской конфедерации волейбола (2006/07), лучшая блокирующая «Финала четырёх»[9].
- Финалистка Лиги чемпионов (2007/08), лучшая подающая «Финала четырёх»[10].